# Angina de Vincent
La angina de Vincent o gingivitis ulcerativa/ulcerosa necrosante es una infección polimicrobial de las encías y las papilas interdentales, que produce inflamación, sangrado, tejido ulceroso y necrótico acompañado por fiebre, amigdalitis, linfadenopatía y halitosis.

## Historia
El término, también conocido como angina de Plaut-Vincent recibe el nombre de boca de trinchera probablemente por razón de los soldados de la Primera Guerra Mundial quienes frecuentemente padecían del trastorno. El epónimo proviene del médico francés Jean Hyacinthe Vincent (1862-1950).

## Etiología
Los principales organismos causantes de la angina de Vincent incluyen bacterias anaerobias como Bacteroides y Fusobacterium,  así como las espiroquetas (Borrelia y Treponema). La infección se implanta por razón de una sobrepoblación de microorganismos debido a una variedad de razones, incluyendo una mala higiene, dieta, estilo de vida, el tabaquismo y otras infecciones preexistentes. La enfermedad es más frecuente en la población joven.

## Tratamiento
El tratamiento incluye la reducción de la cantidad de microorganismos bucales por medio de la limpieza oral, el uso enjuagues de peróxido de hidrógeno (agua oxigenada), agua salada y otros enjuagues bucales y el desbridamiento de tejido necrótico. En ciertos casos se usan antibióticos como la penicilina, clorhexidina o metronidazol. La asistencia de un odontólogo ayudará con el tratamiento, en especial en casos recurrentes y complicados y aquellos que no responden a la terapia antimicrobiana.

## Pronóstico
Sin tratamiento, la infección conllevará a una veloz destrucción del periodonto y se puede dispersar causando necrosis y estomatitis de tejidos circunvecinos, incluyendo las mejillas, labios o incluso el hueso de la mandíbula. Este tipo de infecciones son más frecuentes en individuos con un sistema inmune deprimido. A menudo, los casos se vuelven más graves, causando tromboflebitis y shock séptico.